# Clotario I
Clotario I (497-29 de noviembre del 561), llamado el Viejo (en francés: le Vieux), fue un monarca del reino de los francos, hijo menor de Clodoveo y de Clotilde. Tras morir su padre, se le adjudicaron las tierras de Soissons. Sin embargo inició una expansión contra sus hermanos que culminó en el 558, cuando unificó el territorio y se tituló rey de los francos.
Con su hermano mayor Teodorico (c. 485 - 533/34) era hijo de Clodoveo I y su primera esposa, Clotario siguió a sus dos hermanos mayores Clodomiro (495-524) y Childeberto I (496-558) como tercer hijo superviviente de Clodoveo I y su segunda esposa la reina Clotilde, seguido en último lugar por su hermana Clotilde (500-531). El nombre 'Clotario' significa "gloria".
En 511, Clotario I y sus tres hermanos Teodorico, Clodomiro y Childeberto heredaron sus partes del reino de su padre. Clotario pasó la mayor parte de su vida en una campaña para expandir sus territorios a expensas de sus parientes y de los reinos vecinos en todas direcciones.
Sus hermanos evitaron la guerra declarada cooperando con los ataques de Clotario a las tierras vecinas de forma concertada o invadiendo tierras cuando morían sus gobernantes. El botín se repartía entre los hermanos participantes. Al final de su vida, Clotario había conseguido reunificar Francia sobreviviendo a sus hermanos y apoderándose de sus territorios tras la muerte de éstos. Pero a su propia muerte, el Reino de los Francos volvió a dividirse entre sus cuatro hijos supervivientes. Un quinto hijo se había rebelado y fue asesinado, junto con su familia.

## Vida
Clotario fue el quinto hijo de Clodoveo y de su cuarta esposa, Clotilde. El nombre de Clotario significa "gloria". Clotario nació en torno al 497 en Soissons. A la muerte de su padre el 27 de noviembre del 511, él recibió, una parte del reino con sede en Soissons, la cual convirtió en su capital; las ciudades de Laon, Noyon, Cambrai y Maastricht y el curso bajo del río Mosa. Pero él era muy ambicioso, y se lanzó a reunificar los reinos francos bajo su mando.

### Costumbres y herencia
El padre de Clotario, Clodoveo I, se había convertido al cristianismo niceno, pero Clotario, al igual que otros merovingios, no consideraba que la doctrina cristiana de la monogamia debiera exigirse a la realeza: tuvo cinco esposas, más por conveniencia política, con el fin de formar alianzas, que por motivos personales. Aunque a instancias de sus reinas donó dinero para varios edificios eclesiásticos nuevos, fue un cristiano poco entusiasta y consiguió introducir impuestos sobre la propiedad eclesiástica.
Las costumbres francas de la época permitían la práctica de la poligamia, especialmente entre la realeza. Así, no era raro que un rey tuviera varias esposas y varios herederos rivales a su muerte. Esto suponía una importante desviación de la monogamia de las costumbres tardorromanas, influidas por la Iglesia. Los gobernantes francos siguieron esta práctica principalmente para aumentar su influencia en zonas más extensas tras el colapso del imperio romano. El objetivo era mantener la paz y asegurar la conservación del reino apaciguando a los líderes locales. En la tradición germánica, la sucesión no recaía en los hijos, sino en los hermanos menores, los tíos y los primos. Pero bajo la ley sálica, Clodoveo I instituyó la costumbre de que los hijos fueran los herederos primarios en todos los aspectos. Sin embargo, no se trataba de un sistema de primogenitura, en el que el hijo mayor recibía la mayor parte de la herencia, sino que ésta se repartía equitativamente entre todos los hijos. Por lo tanto, el gran reino franco se dividía a menudo en pequeños sub-reinos.

## Reinado

### Herencia
El reparto del Regnum Francorum, a la muerte de su padre en el 511, se hizo en función de los hijos habidos con sus dos esposas. Así, el mayor, Teoderico I, hijo de su primera esposa, recibió el territorio de Reims. Clotario recibió la parte norte del territorio, Childeberto I la parte central en torno a París, y Clodomiro recibió el sur con centro en Orléans.
El territorio que heredó Clotario consistía en dos partes aisladas: una en la zona norte, correspondiente al viejo territorio de los Francos salios, donde estableció su capital en Soissons, incluyendo las diócesis de Amiens, Arras, San Quintín y Tournai; y otra parte al sur, en Aquitania que incluía las diócesis de Agen, Bazas y Périgueux.

### Primera guerra en Burgundia
En el 516, Gundebaldo, rey de los burgundios, murió y su trono fue heredado por su hijo Segismundo, el cual se convirtió al catolicismo. Segismundo adoptó una política anti-arriana, y por ello ejecutó a su hijo Sigerico, nieto del rey ostrogodo Teodorico. Segismundo lanzó una campaña contra los francos, pero fue pronto finalizada con el casamiento de Teodorico I, rey de Reims con Suavegotha, hija de Segismundo.
En el 523, por instigación de Clotilde, Clotario, Childeberto y Clodomiro unieron sus fuerzas en una expedición contra los burgundios. Estos fueron derrotados, y Segismundo capturado y ejecutado por orden de Clodomiro. Sin embargo su hermano Gundemaro III alcanzó el trono con el apoyo de los nobles locales obligando a los francos a abandonar el reino.
Una nueva campaña se inició en el 524, que incluyó a las fuerzas de Reims. Los francos avanzaron por el valle de Isère, pero el 25 de junio del 524 fueron derrotados en la batalla de Vézeronce, durante el cual murió Clodomiro. Los francos abandonaron la campaña y Gundemaro III continuó reinando hasta 534.

### Política matrimonial
A la muerte de su hermano Clodomiro (524), Clotario se casó con su viuda, Gondioque, pero ni siquiera de este modo obtuvo el territorio de su hermano difunto, puesto que la ley sálica impuso la partición del reino entre los hijos de Clodomiro. Para evitarlo, Clotario se alió con Childeberto para organizar el asesinato de sus jóvenes herederos (532). De los tres hermanos, dos fueron asesinados, y el último (Clodoaldo) renunció a su parte y escogió la vida monástica. Así, Clotario  y Childeberto, se pudieron repartir libremente el territorio de su hermano.
En el año 531, se casó con Radegunda, quien prefirió retirarse a un convento en vez de convivir a su lado, fundando la Abadía Sainte-Croix de Poitiers, la primera abadía femenina de Europa. Fue canonizada como Santa Radegunda. Clotario se volvió a casar en el 532 con Ingonda y luego con su hermana Arnegonda.

### Campañas militares
En el 531 Hermanfredo, rey de los turingios, prometió a Teodorico una parte del reino de Turingia si le ayudaba a destronar a su rival y hermano Baderico. Teodorico aceptó, pero fue herido en combate, y llamó a su hermano Clotario a continuar la guerra. La muerte de Hermanfredo durante esta guerra hizo que la ayuda se convirtiera en una guerra de conquista, que culminó con la anexión de este territorio al dominio franco, repartiéndose entre Clotario y Teodorico.

### Segunda guerra en Burgundia
En 532, Childeberto y Clotario ocuparon Autun por cuenta de Gundemaro III, con apoyo de los ostrogodos. Pero en el 534 la muerte de Atalarico generó una crisis de sucesión en el reino ostrogodo, principal aliado de los burgundios. Clotario, Teodeberto I, y Childeberto aprovecharon la oportunidad para invadir el reino de Borgoña, ahora sin protección ostrogoda. Los burgundios fueron derrotados y conquistados. Su reino fue dividido entre los tres gobernantes francos. Clotario recibió los territorios de Grenoble y Die, y poblaciones vecinas.

### Guerra con los visigodos
La campaña contra los visigodos no fue tan exitosa. Algunos años antes, los visigodos había hecho incursiones contra los territorios francos. Clodoveo había recuperado algunas plazas e incluso envió a su hijo a conquistar territorio visigodos, sin embargo pese algunos éxitos, Gontrán finalizó la campaña y regresó. Teodeberto continuó la guerra y logró tomar las plazas perdidas. En la primavera 542, Childeberto y Clotario acompañado por sus tres hijos, prepararon un ejército para la invasión de la Hispania visigoda. Las fuerzas francas tomaron Pamplona y Zaragoza, pero finalmente fueron rechazados y hubieron de abandonar la península ibérica
eres un visigodo

### Adquisición de Provenza
En 537, estalló un conflicto entre el Imperio Romano de Oriente y el reino ostrogodo. Para garantizar la neutralidad de los francos en el conflicto, el rey Vitiges ofreció  Provenza, que los reyes francos se repartieron.

### Guerra sajona
Clotario inició en el 555 una campaña contra los sajones localizados en el valle alto del Weser, Elba y la costa del Mar del Norte, que acabó con la exigencia del rey del pago de un tributo anual. Entre el 555 y 556 los sajones volvieron a rebelarse, quizás instigados por Childeberto.
Clotario prefirió el parlamento y evitar una masacre si aceptaban su demanda de continuar pagando el tributo a pesar de un rechazo anterior. Pero sus hombres, belicosas y ávidos de batalla, impugnaron la decisión. Las conversaciones se terminaron cuando los soldados francos obligaron al rey a plantar batalla a los sajones. Después de una sangrienta campaña, los sajones y los francos hicieron la paz.

### Adquisición de Metz
Clotario intentó tomar ventaja de la enfermedad de Teoderico, tratando de ocupar su reino con la ayuda de Childeberto. Sin embargo Teodeberto, que estaba entonces ocupado en tomar Arlés, se unió a las fuerzas de su padre Teodorico, pero el rey murió unos días después. Con el apoyo de sus vasallos, Teodeberto logró mantener su reino y contuvo sus tíos.
Childeberto y Teodeberto se unieron y declararon la guerra a Clotario e inicialmente le derrotaron, obligándole a huir. Clotario fue sitiado pero una providencial tormenta causó confusión entre las tropas aliadas que se vieron obligados a abandonar el sitio y hacer la paz con Clotario.
Años después, Teodebaldo, sobrino nieto de Clotario (nieto de Teodorico e hijo de Teodeberto), murió sin hijos en el año 555. Clotario de inmediato fue a Metz para tomar posesión del reino, pero bajo la ley de los francos tuvo que compartir con su hermano Childeberto. Se casó con Vuldetrade, viuda de Teodebaldo, lo que le aseguró la sucesión tranquila del reino de Reims, así como una alianza con los lombardos, Vuldetrade era hija del rey Wacho. Pero los obispos condenaron esta unión incestuosa y obligaron a Clotario a divorciarse de ella.

### Adquisición del reino de Orleans
Clotario fue el principal instigador del asesinato de los hijos de su hermano Clodomiro en 524, y su parte del botín consistió en las ciudades de Tours y Poitiers. El hermano de Clotario, Clodomiro fue asesinado el 25 de junio de 524 durante una expedición contra los borgoñones en la batalla de Vezeronce. A la muerte de Clodomiro, sus tres hijos, Teodebaldo, Gunther y Clodoaldo, fueron confiados al cuidado de su abuela, por lo que los jóvenes príncipes fueron criados en París por la madre de Clodomiro, Clotilde.
Para evitar que el reino de Orleans volviera a manos de sus sobrinos, Clotario se unió a su hermano Childeberto en 532 para amenazar de muerte a los jóvenes herederos a menos que aceptaran ingresar en un monasterio. Enviaron a Arcadio, nieto de Sidonio Apolinar, a su madre, Clotilde, con unas tijeras y una espada. Le dio a la reina un ultimátum: los muchachos podían vivir como monjes o morir.
Las tradiciones germánicas otorgaban a la reina Clotilde, como madre, el derecho como cabeza de familia. Sin embargo, entre los reyes el linaje pasaba a los hermanos menores antes de pasar a la siguiente generación. Debido a la política tribal, el esquileo del cabello de los varones podía provocar una guerra civil; el pelo largo era un símbolo de la realeza franca, y quitárselo se consideraba un grave insulto. Pero Teodebaldo, Gunthar y Clodoaldo podrían reclamar el trono algún día, y era deber de Clotario y Childeberto transmitirles la autoridad.
Clotilde se sintió indignada y conmocionada por las exigencias transmitidas por Arcadio y declaró que prefería ver a sus nietos muertos antes que ver sus cabellos rapados.

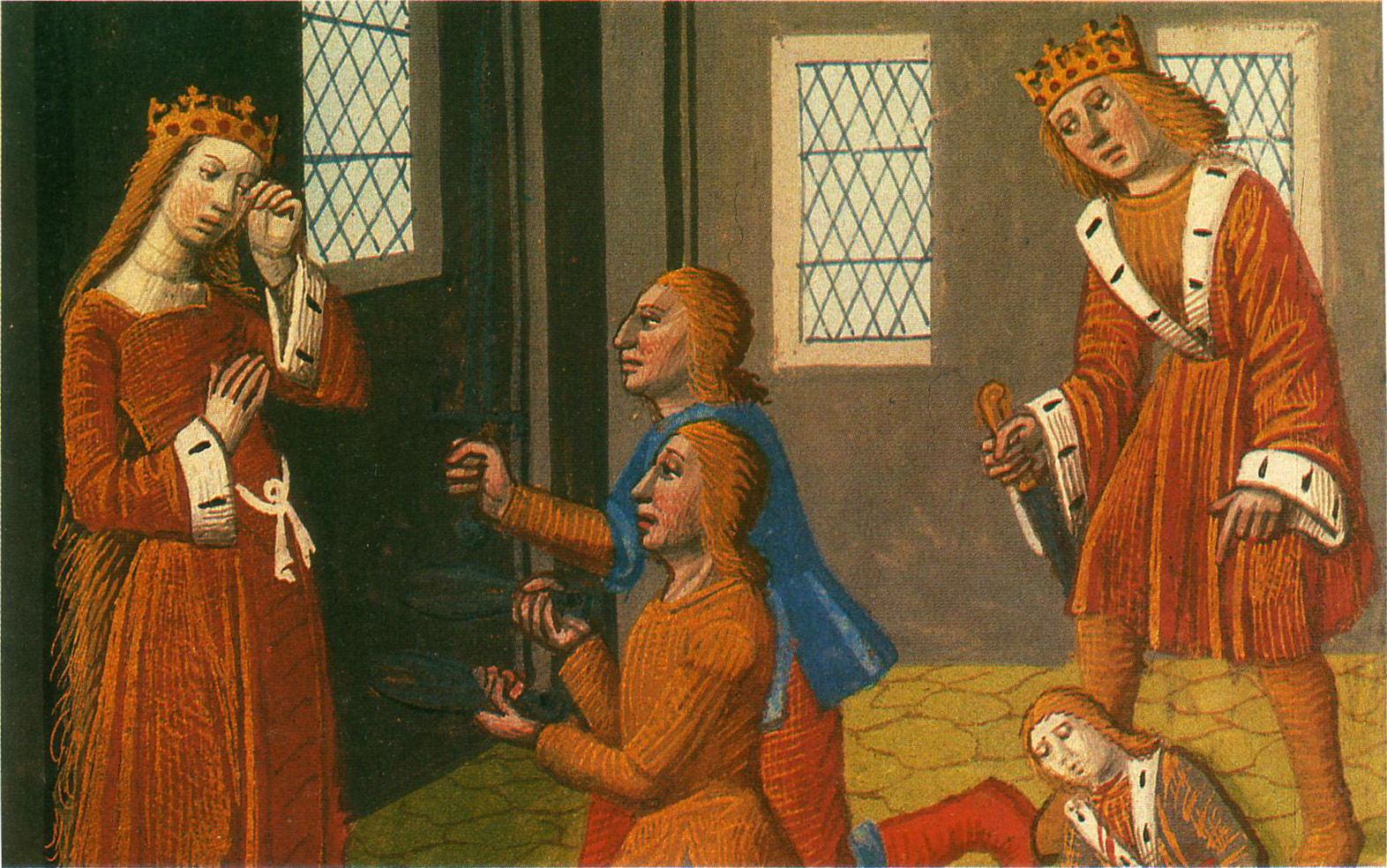
Asesinato de Thibaut y Gunthar.

Los dos tíos llevaron a cabo su plan de asesinar a los niños. Clotario apuñaló a Teodebaldo en la axila. Gunthar se arrojó a los pies de Childeberto, que comenzó a llorar y estuvo a punto de ceder a las súplicas de su sobrino. Clotario, sin embargo, exigió que Childeberto llevara a cabo el asesinato, afirmando que era la única manera de consolidar el poder. Childeberto entregó a Gunthar a Clotario, que lo apuñaló. Theodebald y Gunthar tenían diez y siete años respectivamente.
Clodoaldo se mantuvo con vida logrando escapar, escondido por leales partidarios. Renunció a todas sus pretensiones y eligió una vida monástica. Childeberto y Clotario pudieron entonces repartirse libremente el territorio adquirido. Mientras tanto, Teuderico capturó una parcela formada por las Auxerrois, Berry y Sens.

### Sumisión de Auvernia
La expansión de Clotario le llevó a enfrentarse a Auvernia, una rica región que había resistido, hasta entonces, a visigodos y francos. Los reyes de Reims había llevado una política dual, así, Teodorico había arrasado sus tierras, pero Teodeberto prefirió la alianza mediante el casamiento con una mujer galorromana de ascendencia senatorial. Clotario en previsión de la muerte de Teodebaldo, último rey de Reims, envió a su hijo Cramne a tomar posesión de la zona. Sin embargo, el díscolo Cramne se alió con la nobleza de la región y con su tío Childeberto contra su padre.
Clotario, entonces comprometido en una guerra con los sajones, envió a sus hijos Cariberto y Gontrán para combatir a su hermano. Marcharon a Auvernia y Limoges, y finalmente encontraron a Cramne en Saint-Georges-Nigremont.
Cramne utilizó una treta para evitar su derrota, envió un mensajero a sus medio hermanos, informando falsamente de la muerte de Clotario, en su campaña contra los sajones. Cariberto y Gontrán marcharon inmediatamente a Borgoña para reclamar su herencia. El rumor de que Clotario había muerto en Sajonia se difundió por toda la Galia, llegando incluso a los oídos de Childeberto. Cramne a continuación, aprovechó la oportunidad para extender su influencia a Chalon-sur-Saône. Sitió la ciudad y la ocupó.
La obra expansiva de Clotario se veía frenada por la rebelión de hijo Cramne y por la oposición de su hermano Childeberto, rey de París.

## Rey de los francos
El 23 de diciembre 558, Childeberto murió sin hijos después de una larga enfermedad, lo que permitió a Clotario ocupar París y unificar las tierras de los francos, al igual que su padre había hecho casi cincuenta años antes. Cramne aislado y sin su principal aliado, solicitó ayuda a su suegro Willachario, conde de Orléans, quien, no obstante buscar refugio en la basílica de San Martín de Tours fue capturado y posteriormente quemado por su apoyo al rebelde.
Del 1 de septiembre y 31 de agosto 559, con la ayuda de los bretones dirigidos por Conomor, lugarteniente de Childeberto, Cramne saqueó y destruyó un gran número de lugares que pertenecen a su padre. Clotario, acompañado por su hijo Chilperico, avanzó a Domnonée donde llegó en noviembre o diciembre 560. Durante la batalla, que se encuentra cerca de la costa, Conomor fue derrotado y muerto cuando trataba de huir. Conomor era dueño de propiedades a ambos lados del Canal por lo que Cramne intentó huir de Clotario para refugiarse en Inglaterra. Cramne huyó por el mar con su esposa e hijas. Posteriormente, fue capturado y condenado a muerte inmediatamente. Encerrado en una cabaña con su esposa e hijas, fueron estrangulados y quemados. Clotario abrumado por el remordimiento, se fue a Tours para implorar el perdón en la tumba de san Martín de Tours, y murió poco después en el palacio real en Compiègne.